# Carnarvon (Australie)
Pour les articles homonymes, voir Carnarvon.
Carnarvon est une ville côtière d'Australie Occidentale située environ à 900 km au nord de Perth. Elle est située à l'embouchure du Gascoyne sur l'océan Indien. La ville est peuplée de 4 959 habitants au recensement de 2011.
Le parc de la Shark Bay (littéralement la baie du requin) est situé au sud-ouest de la ville.
L'économie de la ville est basée sur le tourisme avec la Shark Bay, l'agriculture avec la culture des bananes et des tomates ainsi que la production de laine.
Dans les années 1960, la NASA avait installé une station de poursuite dans la ville, dans le cadre de ses programmes Gemini et Apollo. La station a été fermée et détruite au milieu des années 1970.

## Climat
Carnarvon a un climat désertique (Köppen: BWh) moderé par l'Océan Indien. La précipitation moyenne est basse: 209 millimètres, avec un maximum entre mai et julliet, quand les fronts froid peuvent arriver la région. De plus, des cyclones tropicaux occasionnels affectent Carnarvon pendant l'été et l'automne. La ville est extrêmement ensoleillée, avec 211 temps clairs. Le 18 février 2024, Carnarvon a enregistré sa température la plus elevée de 49.9ºC.
| Mois                                            | jan. | fév. | mars | avril | mai  | juin | jui. | août | sep. | oct. | nov. | déc. | année |
| ----------------------------------------------- | ---- | ---- | ---- | ----- | ---- | ---- | ---- | ---- | ---- | ---- | ---- | ---- | ----- |
| Température minimale moyenne (°C)               | 22,8 | 23,6 | 22,4 | 19,4  | 14,8 | 12   | 10,8 | 11,6 | 13,9 | 16,7 | 19   | 21,1 | 17,3  |
| Température maximale moyenne (°C)               | 31,7 | 32,5 | 32,1 | 29,8  | 27,1 | 24   | 23,1 | 23,8 | 24,8 | 26,6 | 28,4 | 30,1 | 27,8  |
| Record de froid (°C)                            | 15,9 | 15,6 | 13,2 | 8,9   | 6,1  | 3,6  | 2,4  | 3,4  | 5,9  | 8,1  | 10,7 | 14   | 2,4   |
| Record de chaleur (°C)                          | 47,8 | 49,9 | 47,8 | 41,1  | 37,1 | 32,2 | 32,5 | 33,6 | 38,8 | 43,9 | 43,4 | 45,6 | 49,9  |
| Précipitations (mm)                             | 7,9  | 17,2 | 19,1 | 15,4  | 23,8 | 42,5 | 41,9 | 16   | 7,4  | 3    | 2,6  | 12,3 | 209   |
| dont nombre de jours avec précipitations ≥ 1 mm | 1,2  | 1,6  | 1,3  | 1,5   | 2,4  | 5    | 3,8  | 2,9  | 1,7  | 0,8  | 0,6  | 0,4  | 23,2  |
| Humidité relative (%)                           | 57   | 58   | 55   | 55    | 51   | 49   | 50   | 48   | 50   | 50   | 52   | 55   | 53    |